# Elling
Elling (España) o Elling, mi amigo y yo (Hispanoamérica) es una película noruega del director Petter Naess. Se estrenó el 19 de abril de 2001 con notable éxito, y, además, la cinta tuvo una buena acogida en el resto del mundo. Está inspirada en la novela Brødre i blodet (Hermanos de sangre) del autor Ingvar Ambjørnsen. Casi toda la película está rodada en Oslo.

## Reparto
- Per Christian Ellefsen (Elling)
- Sven Nordin (Kjell Bjarne)
- Marit Pia Jacobsen (Reidun Nordsletten)
- Jørgen Langhelle (Frank Åsli)
- Per Christensen (Alfons Jørgensen)